# Valpolicella
Le Valpolicella est un vin italien sec de la région de Vénétie doté d'une appellation DOC depuis le 27 décembre 1990. Seuls ont droit à la DOC les vins rouges récoltés à l'intérieur de l'aire de production définie par le décret.
Le cépage majoritaire est le Corvina veronese (de 45 % à 95 %).

## Aire de production

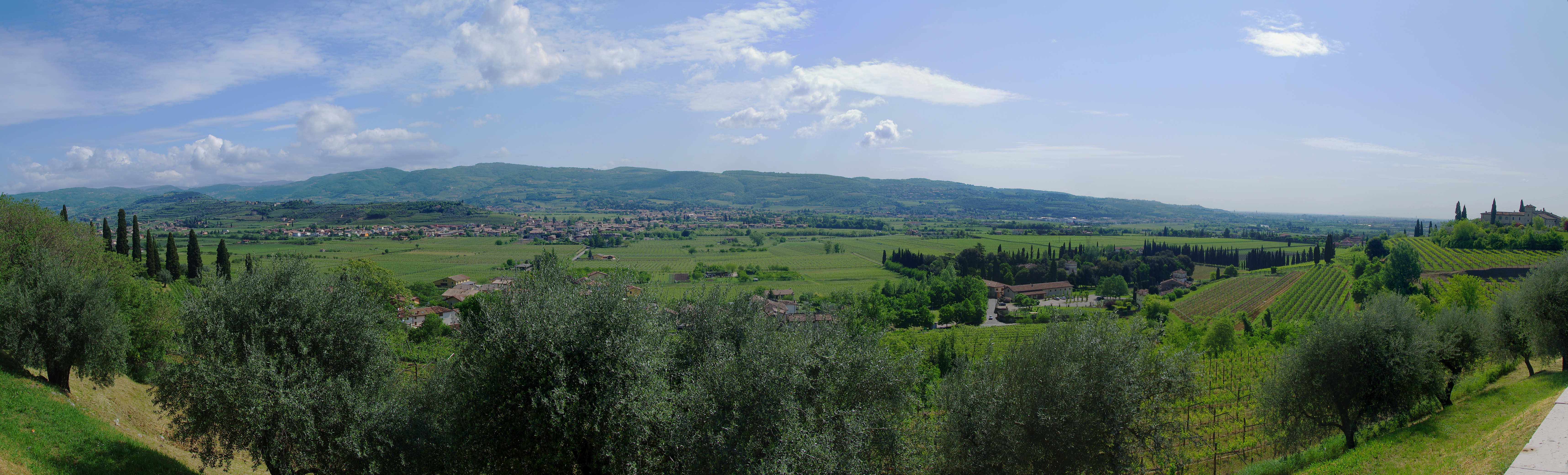
Vue depuis les hauteurs de Castelrotto, avec les vignobles et les oliveraies de la Valpolicella.

Les vignobles autorisés se situent près des vignobles de Bardolino et Soave en  province de Vérone dans les communes de Negrar, Marano di Valpolicella, Fumane, Sant'Ambrogio di Valpolicella et San Pietro in Cariano pour la zone classico. Les autres communes sont  Dolcè, Verona, San Martino Buon Albergo, Lavagno, Mezzane  di Sotto, Tregnago, Illasi, Colognola ai Colli, Cazzano di Tramigna, Grezzana, Pescantina, Cerro Veronese, San Mauro di Saline et Montecchia di Crosara.
Surtout la zone classico profite du lac de Garde. Les masses d'eau, qui s'échauffent et se refroidissent lentement, limitent l'amplitude annuelle des températures.
Vinification du  Valpolicella :  une macération des peaux pendant environ 8 jours et des remontages journaliers, fermentation avec contrôle de température ne dépassant pas 25 °C.
Ses caractéristiques essentielles sont un taux d'alcool modéré et une acidité moyenne à haute. Le Valpolicella est un vin léger, similaire au Bardolino.

## Caractéristiques organoleptiques

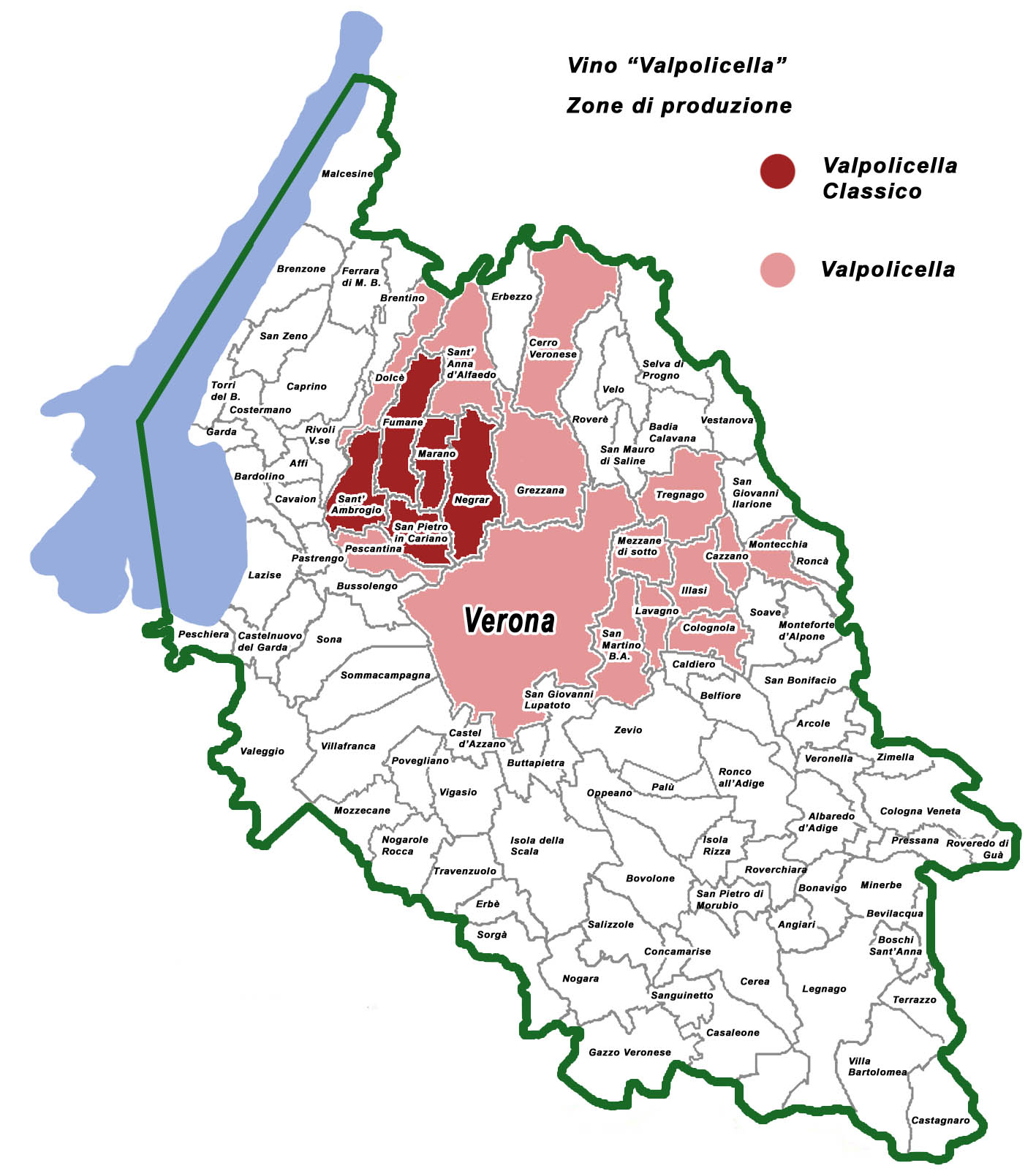
Zone de production du Valpolicella et du Valpolicella classique, dans la province de Vérone

- couleur: rouge rubis clair / rouge cerise avec des reflets grenat après vieillissement.
- odeur: vineux, légèrement parfumé, agréable
- saveur: sec, harmonieux, légèrement amer (amarognolo)

Le Valpolicella se déguste à une température de 12 - 14 °C et se gardera 1 à 3 ans.

## Association de plats conseillée
Mets légers, pâtes, volailles, sauces tomates, grillades.

## Production
Province, saison, volume en hectolitres :
- en moyenne 250 000 hl